# Čeluga
Čeluga är en stadsdel i Bar i Montenegro. Den ligger i den södra delen av landet. Čeluga ligger 17 meter över havet och antalet invånare är 1 404.
Terrängen runt Čeluga är varierad. Havet är nära Čeluga åt sydväst. Trakten runt Čeluga är till största delen tät bebyggd.